# Sanai
Abul-Majd Majdud ibn Adam Sanai (en persa: حکیم ابوالمجد مجدود بن آدم سنایی غزنوی ), más conocido como Hakim Sanai, fue un poeta y místico persa que vivió en Ghazna (de ahí el epíteto Al-Ghaznavi), la actual Gazni, Afganistán, entre los siglos XI y XII Su obra más conocida es el  masnavi didáctico El jardín amurallado de la verdad, una de las destacadas obras de la literatura persa medieval escrito en persa.
En el año 2008 la organización internacional UNESCO celebró el 850 aniversario de su muerte.

## Vida

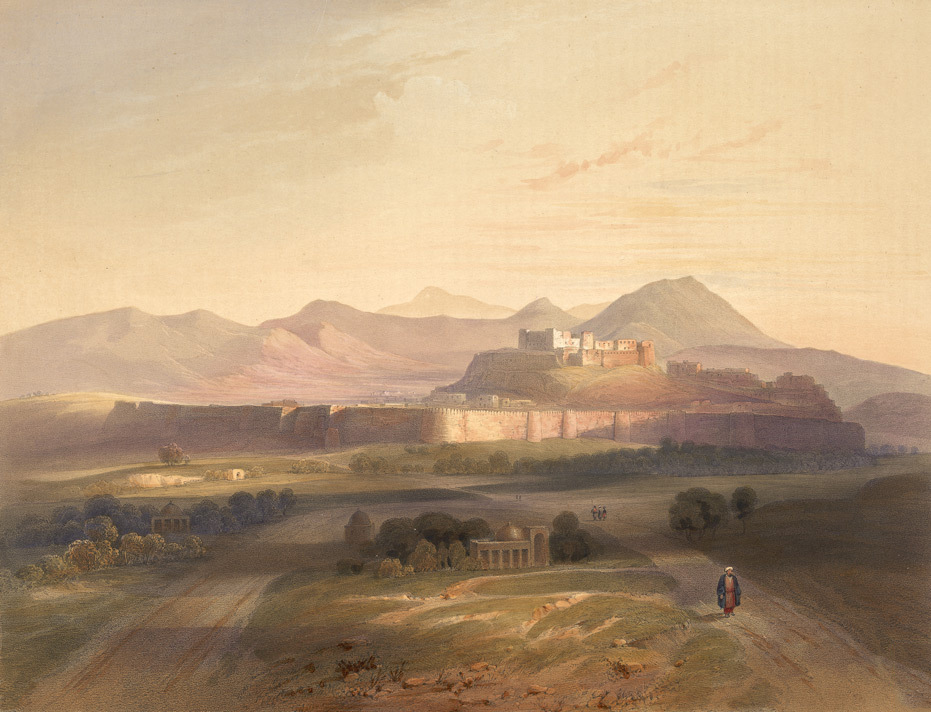
La antigua Gazni, ciudad de Hakim Sanai, en una litografía del.

No es mucho lo que se conoce de los primeros años de vida del sabio (hakim en árabe) Sanai, pero el hecho de que hayan llegado hasta nuestros días varias de sus obras, ha ayudado a realizar un esbozo de su trayectoria vital siendo, de hecho, uno de los poetas persas  sufíes que mejor se conoce del medievo.
En los finales del siglo XI pudo entrar en los cerrados círculos de la corte del imperio gaznávida, componiendo panegíricos en alabanza de sus patrocinadores. Esto, sin embargo, no hizo incompatible que varias de sus primeras composiciones poéticas fueran para elogio de prominentes eruditos islámicos de Gazni.

Siendo Sanai aún joven, llegó a ser uno de los hombres más cultos, devotos y excelentes de su tiempo, admirado por todos y poseyendo, además de sus logros en la filosofía sufí, un corazón bondadoso y benevolente, cuidados modales y buen gusto por la poesía.
Gore Ouseley, Biographical Notices of Persian Poets, pág. 184. 

En los primeros años de la  XII centuria Sanai deja Gazni, marchando a la región de Jorasán, fuera de los territorios gobernados por los gaznávidas y peregrina de una ciudad a otra estableciendo contacto con estudiosos de la clase religiosa, tanto del clero musulmán como sufíes. Esta renuncia a la vida de poeta cortesano, es relatada en algunas fuentes como consecuencia de la singular conversión espiritual que vivió tras el encuentro con Lai Khur, posiblemente un sufí malamati, tras lo cual partió a Merv (en la actual Turkmenistán) impulsado por el anhelo de perfección espiritual. Como consecuencia de este transformador encuentro con Lai Khur, Sanai  buscó la instrucción del famoso Sheikh Yusuf Hamdani.
Con todo, entre las diversas influencias o guías espirituales del poeta gaznaví, se destaca la de Sayf ad-Din Muhammad ibn Mansur, un erudito religioso seguidor de la escuela de Abu Hanifa y cadí de la ciudad de Sarakhs. Hay también evidencias de la visita de Sanai a la comunidad mística de Herat que era conducida por descendientes de Khajah Abdullah Ansari, uno de los más reconocidos maestros sufíes de la XI centuria. En la etapa final de su vida, tras peregrinar a la Meca y Medina, regresaría a Gazni donde continuó viviendo retirado de la corte a pesar de los halagos de su patrocinador, el sultán gaznávida Bahrâm shâh (reinado 1117-hacia 1157 n.e.).
En vida, Sanai fue atacado  por su supuesta heterodoxia, pero  fue publicada una fetua  (fatwā)  por la corte del Califa en Bagdad, reivindicando su ortodoxia en contra de sus acusadores.
Se dan varias fechas de la muerte de Sanai. El andalusí Muhammad ibn ar-Raqqam en un prefacio a la obra más conocida de Sanai, da la fecha de 1131 A.D. ( A.H. 525). Gore Ouseley señala 1180. John Stephenson, traductor al inglés del primer libro de Hadiqat al Haqiqa en 1910, considera como más probable el año 1150 ( A.H. 545) dado que, en la fecha que dio Raqqam, no coinciden el día de la semana reseñado (domingo) con el mes dado shaabán hasta el año 1150  y, teniendo en cuenta además, que el poeta completó su Tariq ut-Tahqiq, El Camino de Verificación,  en 1134 (A.H. 528).

## Obras

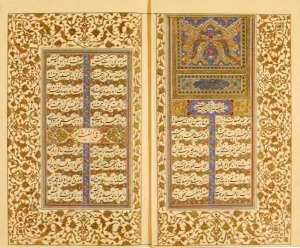
Manuscrito persa de 1894 de la obra El jardín amurallado de la verdad, Hadiqat al Haqiqa, de Hakim Sanai.

La obra más conocida de Sanai es el Hadiqat al Haqiqa va shariat at tariqa o El jardín de la verdad  y la ley del sendero espiritual, comúnmente abreviado como El jardín amurallado de la verdad, si bien en los primeros manuscritos presentaba los títulos alternativos de Fakhri nama (llamado así en referencia a Fakr-al-Dawla, uno de los títulos honoríficos del sultán Bahrâm shâh) e Ilahi nama o Ilahiname, Libro divino o Libro de Dios (denominación con la que Rumi conoció  esta obra).
En sus versiones más extensas, el Hadiqat al Haqiqa se compone de 10.000 versos en 10 libros o capítulos. El «primer libro», una sexta parte aproximadamente de toda la obra, es traducido en 1910 al inglés por John Stephenson como The Enclosed Garden of the Truth («El jardín cerrado de la verdad»). Posteriormente se ha publicado una versión abreviada en lengua inglesa de este «primer libro», que ha sido traducida también al español.
Acorde a Stephenson, los temas de los 10 libros o capítulos que, en sus versiones más extensas,  constituyen El jardín amurallado de la verdad son: «el primer libro», en alabanza de Dios, y sobre todo de su unidad; «el segundo», en alabanza al Profeta Muhammad; el «tercero», sobre la comprensión; «el cuarto», sobre el conocimiento; «el quinto», del amor, el amante, y el amado; «el sexto», sobre la negligencia o desatención; «el séptimo», sobre amigos y enemigos, «el octavo», sobre la revolución de los cielos; «el noveno», en alabanza del emperador Shâhjahân y «el décimo», sobre el conjunto de toda la obra. Hay que aclarar sin embargo que, según sea la fecha de edición del manuscrito, se presentan variaciones en el orden con que se presentan.
En lo que se refiere al «primer libro» del Hadiqat al Haqiqa destacar que, aunque aborda muy diversas temáticas, en su mayor parte trata de la vida y experiencias del buscador sufí, con frecuentes prescripciones en cuanto a la  renuncia al propio yo (Fanâ) y al mundo; la humildad, la insignificancia del hombre y la omnipotencia de Dios, la necesidad del recuerdo continuo de la Divinidad y no vivir nunca alejado de Ella; todas ellas son el hilo conductor que engarza a esta sección del didáctico masnavi.
Además del Hadiqat al Haqiqa va shariat at tariqa, Sanai  escribió Tariq ut-Tahqiq o El Camino de Verificación, Gharib-nama o  Libro del extranjero, el masnavi Sair al-Ibad ila'l Maad o Peregrinación de los devotos al lugar de retorno, el masnavi Kar-nama o Libro de los Actos, Ishq-nama o Libro del Amor y Aql-nama o Libro de la Razón, así como una colección de divanes (poemas cortos en diversas métricas) de cerca de 30.000 versos.

## Características, influencia y legado

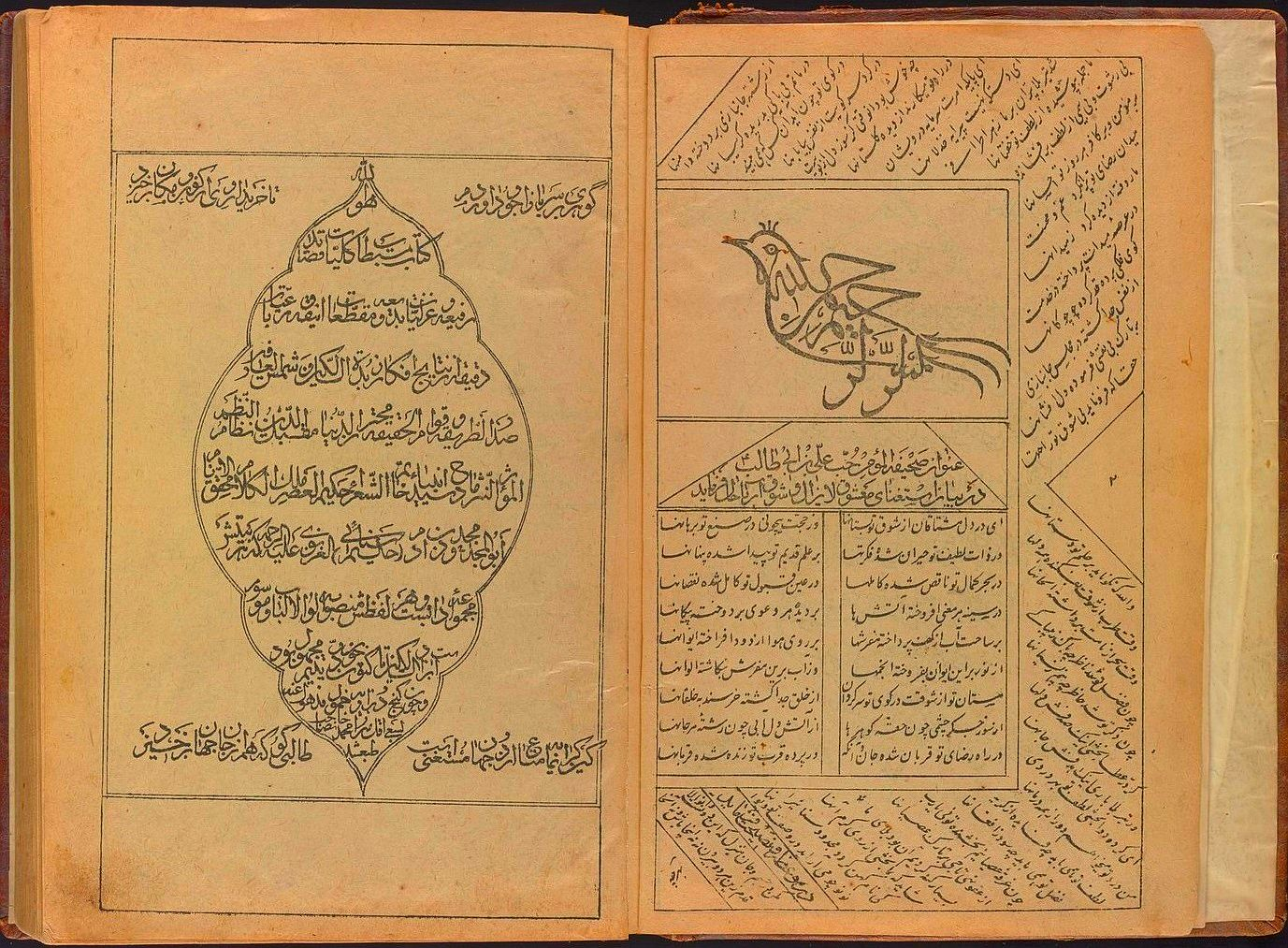
Kitāb-i mustaṭāb-i Kullīyāt-I, "Recopilación de Obras" de Hakin Sanai en una edición litográfica impresa en Bombay en 1910.

La obra de Sanai es considerada de gran importancia en la literatura persa islámica ya que fue el primero en utilizar las modalidades poéticas de la  casida (oda), el gazal y el masnavi (pareado) para expresar la mística, la filosofía y la ética del sufismo.
Este singular hecho, junto con el uso que hizo de novedosas imágenes literarias y los temas que abordó, causaron un gran impacto en los posteriores escritores y poetas sufíes. Coincidiendo con el periodo de la dinastía gaznávida (s. X al XII), el creciente interés por el misticismo en toda la zona de habla persa, hizo surgir la necesidad de un nuevo lenguaje para la expresión de ideas espirituales más allá del lenguaje formal del sufismo, que había sido ya creado por escritores teóricos. El hecho de que en este preciso periodo surgiera oportunamente la figura de Sanai, explica el gran impacto, casi inmediato y posterior, de su obra poética.
Uno de los primeros escritores en los que es patente la influencia del instructivo y aleccionador estilo poético de Sanai, es el poeta Afzal ad-Din Ibrahim Khaqani (de Shirvan, actual Azerbaiyán). Esta admiración por el genuino talante poético de Sanai, se extendió a otros muchos escritores de la XII centuria como el poeta chiita Qivami de Ray (o Rey, Irán) que consideró a aquel como el maestro de los poetas. Los poetas de Isfahán, Jamal ad-Din Muhammad ibnn Abd ar Razzaq (m. 1192 n.e.) y su hijo Kamal ad-Din Ismail (ca. 1172-1237), fueron también notables seguidores de Sanai.
Nezamí Ganyaví (1141-1209 n.e.), es el primero de los poetas persas en mostrar su reconocimiento a Sanai como escritor de didácticos masnavis y su mayor obra, Makhzan al-Asrar, “El depósito de los misterios”, se realizó bajo la estela del Hadiqat al Haqiqa.
El inglés Reynold Alleyne Nicholson ve en Sanai con su obra Sair al-Ibad ila'l Maad o Peregrinación de los servidores [de Dios] al lugar de retorno [o al más allá], un precursor persa de Dante y su Divina Comedia.
El poeta persa Yalal ad-Din Muhammad Rumi (1207-1273 n.e.) reconoce a Sanai, junto con Farid al Din Attar (m. 1221 n.e.), como una de sus más grandes fuentes de inspiración:

Attar fue el espíritu, Sanai los dos ojos:
 
Caminamos en la estela de Sanai y Attar
Rumi

Y es que, en buena parte de los versos de su más reconocida obra, se encuentra la esencia mística de la vía sufí, la ascética perenne y universal:  morir en sí mismos, «morir antes de morir», vencerse a sí mismo disolviendo al «yo» (nafs-i-ammara), puliendo el espejo del alma de toda la “herrumbre” que impide que pueda reflejar con perfección, sus atributos divinales.
Así lo expresa en estos extractos del Hadiqat al Haqiqa:

La ruta que debes recorrer tú mismo

se encuentra en pulir el espejo de tu corazón.

Mientras sigas adherido a tu ego,

vagarás a derechas e izquierdas,

día y noche, por mil años;

y, cuando tras todo ese esfuerzo,

finalmente abras tus ojos,

verás a tu ego, a través de los defectos inherentes,

vagando alrededor de sí mismo

como un buey en la noria;

pero, si liberado de tu ego, finalmente te pones a trabajar,

esta puerta se te abrirá en dos minutos.

Magulla tu ego por meses y años sin fin;

déjalo como muerto y cuando hayas acabado con él,

habrás alcanzado la vida eterna.

Cuando en el sendero hayas   matado a tu ego

de inmediato se te mostrará el favor de Dios;

para ser admitido, ven en pobreza,

si no, estás irrevocablemente divorciado.

 Extractos del Hadiqat al Haqiqa de Hakim Sanaí.

Más allá de ser contemplado meramente como un poeta sufí, Sanai ha sido considerado como un poeta parenético u homilíaco, es decir instructivo, didáctico en cuanto al propósito final de sus escritos, encaminados a alentar en quien los lee, la búsqueda del  sentido profundo de la vida más allá de la vanas, por transitorias, superficialidades mundanas.
El interés y lectura de los escritos que nos han llegado de Hakim Sanai son de vigente actualidad, no sólo en el ámbito académico de estudio de la cultura, literatura y poesía persa medieval, sino también para todos aquellos que indagan en la espiritualidad del ser humano.